# Przemków
Przemków (← poloneza, germana: Primkenau) este un oraș în județul Polkowice, voievodatul Silezia de Jos, Polonia. Are o populație de 6 874 locuitori și suprafață de 5,67 km².